# Deltophora typica
Deltophora typica is een vlinder uit de familie tastermotten (Gelechiidae). De wetenschappelijke naam van deze soort is voor het eerst geldig gepubliceerd in 1979 door Sattler.
De soort komt voor in tropisch Afrika.